# Matthew Farmer
Pas d'image ? Cliquez ici

a Compétitions nationales et continentales officielles uniquement.

Dernière mise à jour le 16 mars 2025.
Matthew Farmer, né le 5 juillet 1982 en Nouvelle-Zélande, est un joueur néo-zélandais de rugby à XV qui évolue au poste de demi d’ouverture. Il se reconvertit ensuite en tant qu'entraîneur.

## Biographie
Originaire de Nouvelle-Zélande, Matthew Farmer joue entre autres ses débuts en rugby à XV dans les clubs australiens de Sydney Harlequins RFC et de Randwick District RUFC. Il commence sa carrière européenne avec le club italien de L'Aquila Rugby en 2008. Il survit cette année-là au séisme du 6 avril 2009 ayant frappé la ville. Après cette saison mouvementée, il rejoint le club anglais de Rotherham RUFC, évoluant alors en 2e division.
À la fin de l'année, Farmer traverse la Manche et signe avec le RC Strasbourg en Fédérale 1. En octobre 2012, l'US Dax s'attache ses services en tant que joker médical pour la quasi-totalité de la saison en Pro D2.
Non conservé à la fin du championnat, Farmer signe avec l'US Bergerac en Fédérale 2. Il participe ainsi à la remontée de son nouveau club en Fédérale 1 dès la fin de la saison. Malgré la relégation administrative en Fédérale 2 de son club à l'intersaison 2016 et les rumeurs de son départ, il prolonge néanmoins son contrat pour une durée de deux saisons. À cette occasion, il devient également directeur technique de l'école de rugby.
Après la saison 2017-2018, il quitte Bergerac pour rejoindre le RC bassin d'Arcachon afin de rejoindre son frère Michaël.
Après deux saisons en Gironde, il fait son retour en 2020 à Bergerac, cette fois-ci en tant qu'entraîneur-joueur mais également directeur du centre d'entraînement du club. Malgré l'arrêt des compétitions fédérales pour la saison 2020-2021, il continue d'évoluer en tant que joueur la saison suivante, et ce jusqu'à 2023.
Après l'arrêt de sa carrière de joueur, Farmer devient entraîneur des arrières de l'US Marmande, pensionnaire de Nationale 2 ; il rechausse néanmoins les crampons sous le maillot marmandais en cours de saison, puis pratique à nouveau à plein temps l'année suivante, de retour en Dordogne, cette fois sous les couleurs de l'Union athlétique issigeacoise en Régionale 1,.